# ジョセフ・ボローニャ
ジョセフ・ボローニャ（Joseph Bologna、1934年12月30日 - 2017年8月13日）は、アメリカ合衆国の俳優、声優、脚本家。

## 来歴
ニューヨークブルックリン区出身。イタリア系アメリカ人。ブラウン大学卒業後、海兵隊に入っていた。
俳優のほかに脚本家としても活動し、自身作の舞台劇を映画化した『ふたりの誓い』の脚本を手がけ、第43回アカデミー賞で脚色賞にノミネートされた。1973年、テレビ映画Acts of Love and Other Comediesの脚本を手がけ、第25回プライムタイム・エミー賞脚本賞（バラエティ・スペシャル部門）を受賞した。
2017年8月13日、膵癌のため死去、82歳。

## 主な出演作品

### 映画
- Made for Each Other (1971) 脚本も
- 暗黒街抗争実録/マフィア Honor Thy Father (1973) テレビ映画
- Acts of Love and Other Comedies (1973) テレビ映画、脚本も
- 警官ギャング Cops and Robbers (1973)
- 子育て天使 Mixed Company (1974)
- 弾丸特急ジェット・バス The Big Bus (1976)
- 女性NO.1 Woman of the Year (1976) テレビ映画、脚本も
- 愛は陽炎のように Torn Between Two Lovers (1979) テレビ映画
- 第2章 Chapter Two (1979)
- My Favorite Year (1982)
- アバンチュール・イン・リオ Blame It on Rio (1984)
- ウーマン・イン・レッド The Woman in Red (1984)
- 突撃バンパイア・レポーター/トランシルバニア6-5000 Transylvania 6-5000 (1985)
- コパカバーナ Copacabana (1985) テレビ映画
- 貴方だけメリー・クリスマス! It Had to Be You (1988) 監督も
- プライム・ターゲット/標的 Prime Target (1989) テレビ映画
- キャデラック 俺たちの1,000マイル Coupe de Ville (1990)
- 都合のわるい女/ジェラシー・ゲーム An Inconvenient Woman (1991) テレビ映画
- アリゲーター2 Alligator II: The Mutation (1991)
- ロックン・ルージュ Jersey Girl (1992)
- 虚偽/シチズン・コーン Citizen Cohn (1992) テレビ映画
- 新ナーズの復讐 Revenge of the Nerds IV: Nerds in Love (1994) テレビ映画
- Love Is All There Is (1996) 監督も
- 戦慄の罠 Ringer (1996)
- クライム・アナリスト The Don's Analyst (1997) テレビ映画
- ビッグ・ダディ Big Daddy (1999)
- Dying on the Edge (2001)
- The Boynton Beach Bereavement Club (2005)
- アイス・エイジ2 Ice Age: The Meltdown (2006) アニメ映画、声の出演
- Driving Me Crazy (2012)

### テレビドラマ
- 愛と復讐のヒロイン Sins (1986) ミニシリーズ
- 都合の悪い女/ジェラシー・ゲーム An Inconvenient Woman (1991) ミニシリーズ
- ザ・ナニー The Nanny (1994, 1999)

### テレビアニメ
- スーパーマン Superman (1997-1998)
- ザ・バットマン・スーパーマン・ムービー/ ヒーロー頂上対決 The Batman Superman Movie: World's Finest (1998) テレビアニメ映画

## 出演以外
- ふたりの誓い Lovers and Other Strangers (1970) 原作・脚本
- Calucci's Department (1973) テレビドラマ、脚本
- A Cry for Love (1980) テレビ映画、脚本